# عضلة ظهرية عريضة
العضلة الظهرية العريضة (باللاتينية: Latissimus dorsi muscle) هي عضلة كبيرة مسطحة، تقع في الجزء الظهري الوحشي من الجذع إلى الخلف من الذراع.

## معرض صور

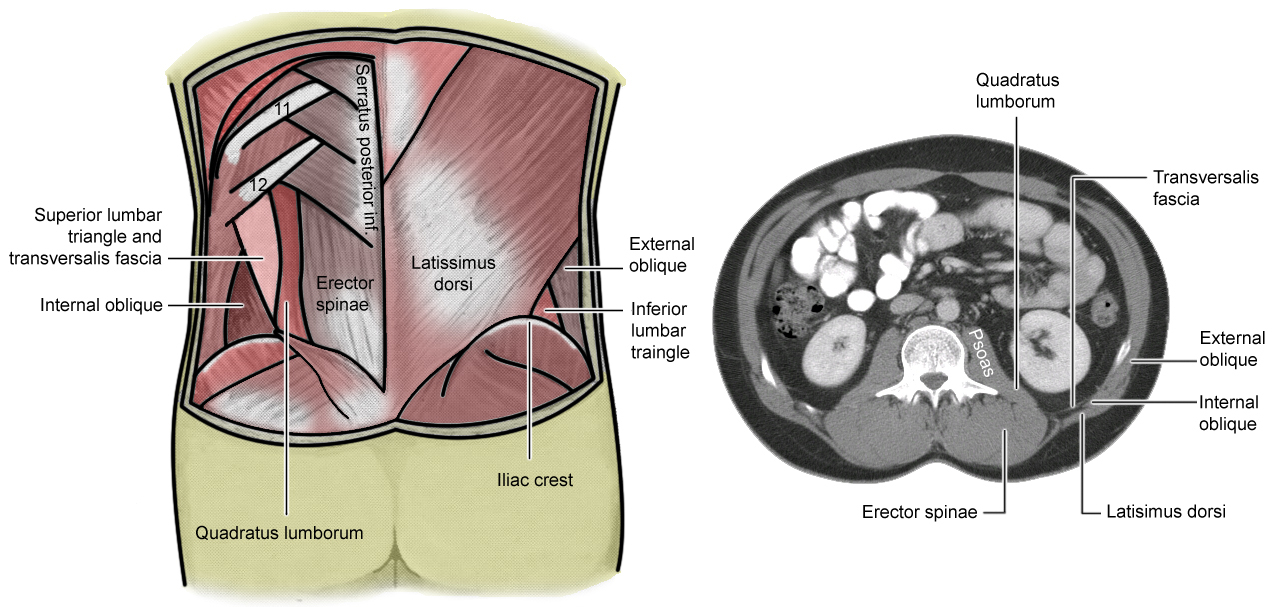
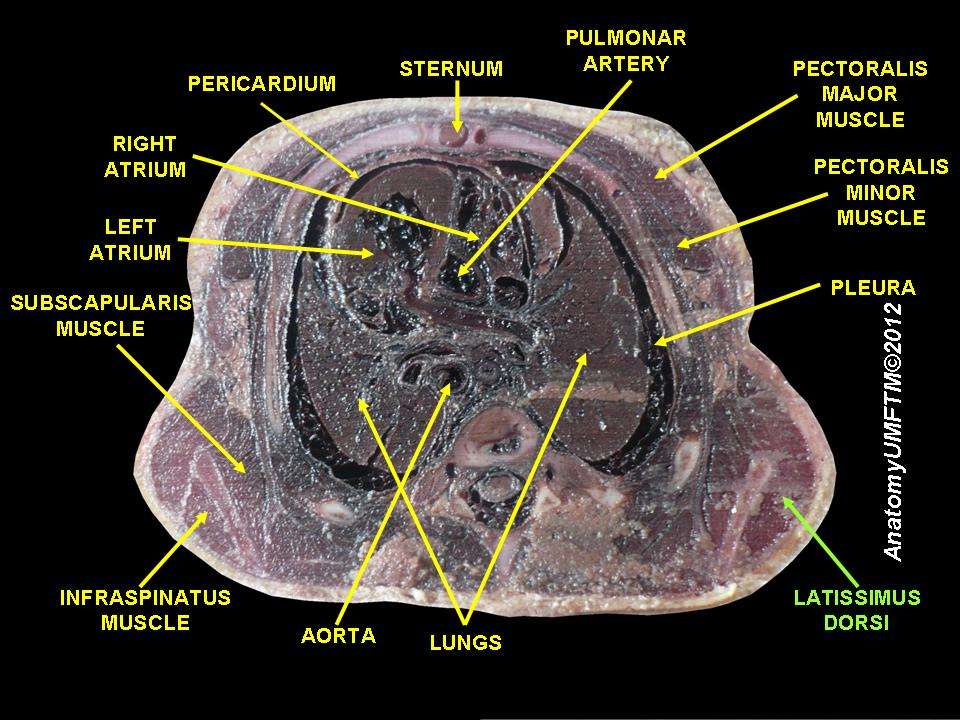
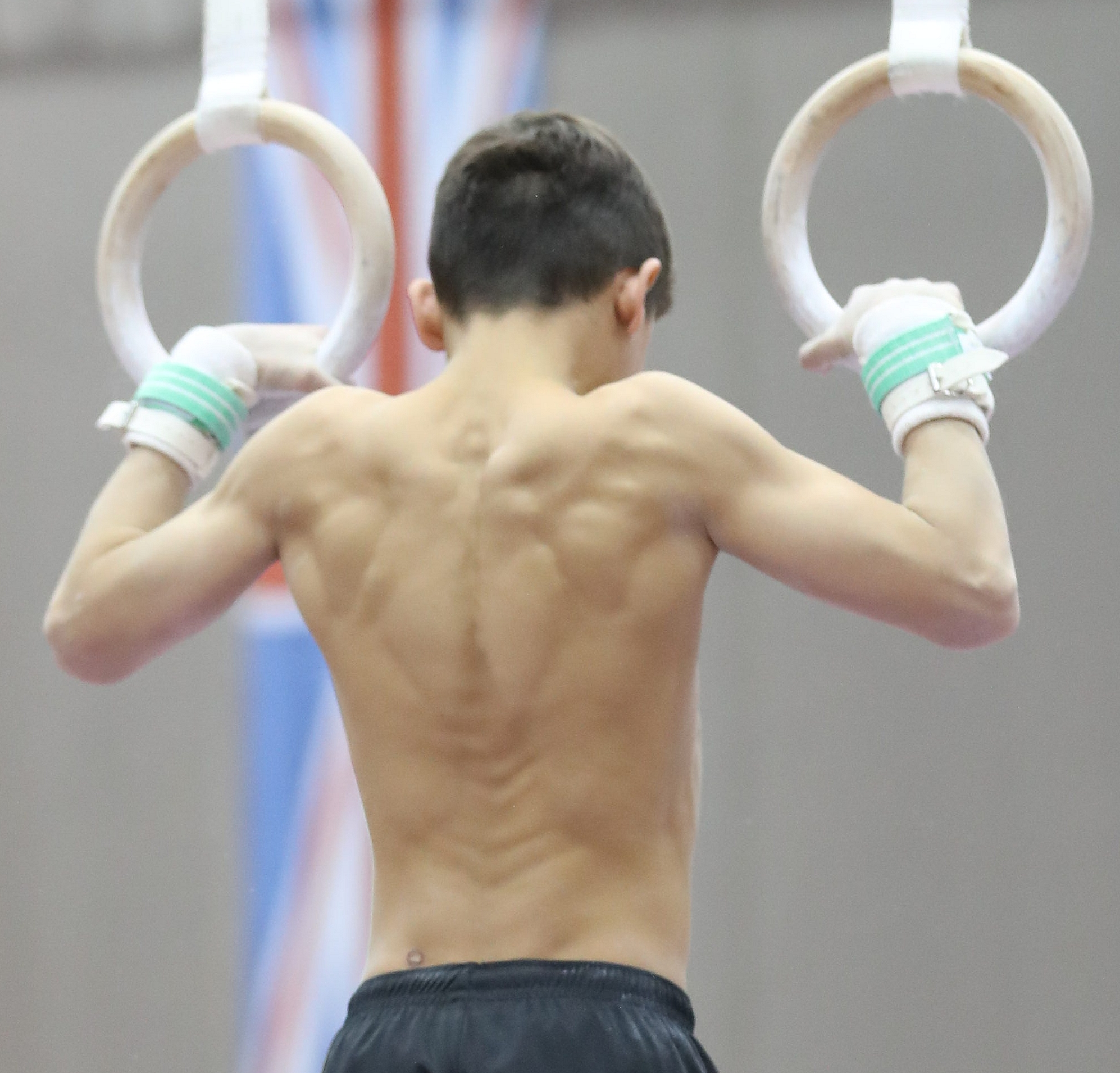